# Centrales Villageoises
 (janvier 2022).
 (janvier 2022).
Si vous disposez d'ouvrages ou d'articles de référence ou si vous connaissez des sites web de qualité traitant du thème abordé ici, merci de compléter l'article en donnant les références utiles à sa vérifiabilité et en les liant à la section « Notes et références ».
Une société Centrales Villageoises est une société locale à gouvernance citoyenne dédiée à la production d’énergie renouvelable à l'échelle d'un territoire. Elle fonctionne selon un modèle coopératif où les citoyens, mais aussi les collectivités et les acteurs locaux, investissent et participent activement à la gouvernance. Ce fonctionnement permet une gestion collective et décentralisée de l'énergie, contribuant à une appropriation citoyenne des enjeux énergétiques.
Toutes les Centrales Villageoises partagent un modèle commun fondé sur le respect d’une charte, et sont fédérées au sein d’une association nationale.

## Historique

### Fondement du projet (2010)
Le concept des Centrales Villageoises est né en 2010 pour mettre en œuvre une approche territoriale de l'énergie, fondée sur l'implication citoyenne et la prise en compte du territoire autour de la production d'énergie renouvelable et la maîtrise de l'énergie. Ce concept est expérimenté sur 8 territoires pilotes situés dans 5 parcs naturels régionaux (PNR) de l'ancienne région Rhône-Alpes. L'expérimentation est portée par l'agence régionale de l'énergie de l'environnement (AURA-EE), en partenariat avec les PNR, et aboutit à la construction d'un modèle reproductible de société locale. Les premiers projets de production d'énergie solaire, portés par de telles sociétés, voient le jour en 2014. Depuis, ce modèle essaime dans d'autres territoires et d'autres régions. En 2018, une association nationale est créée pour porter l'animation du réseau des Centrales Villageoises et poursuivre le développement du modèle.

### Émergence
L'essor de l'énergie solaire à la fin des années 2000, notamment dû à un très fort tarif d'achat accordé en soutien à l'électricité produite, conduit à l'essor de nombreuses initiatives, dont certaines génèrent une pression foncière forte pour pouvoir équiper les terrains et toitures. Sur le Vercors, un projet de parc au sol amène plusieurs controverses du fait de ses impacts paysagers et environnementaux. Le projet est finalement abandonné.
Alors que le développement du solaire se poursuit, un groupe d'habitants de la Gervanne, au sud-est du PNR du Vercors, interpelle le PNR : leur idée est de pouvoir proposer une façon alternative de développer le solaire dans les territoires, en associant la population et en recherchant un partage local des bénéfices générés. Le PNR du Vercors se rapproche de l'agence régionale de l'énergie de l'environnement de l'ancienne région Rhône-Alpes (AURA-EE, à l'époque Rhône-Alpes énergie-environnement) et d'autres PNR sont associés. Ils conviennent de monter une expérimentation régionale afin d'imaginer un nouveau modèle de production d'énergies renouvelables, respectueux du patrimoine naturel et des paysages, associant étroitement les citoyens et les collectivités locales et susceptibles de générer des ressources partagées sur le territoire.
En pratique, des financements européens et régionaux sont mobilisés pour mener un travail exploratoire sur 8 territoires pilotes de l'ex- région Rhônes-Alpes. Il s'agit sur chacun de ces territoires d'engager une mobilisation locale pour faire émerger des collectifs citoyens volontaires et de mener des études techniques et paysagères autour d'une première opération photovoltaïque. En parallèle, des études juridiques et financières sont réalisées pour imaginer les schémas de portage des projets.

### Expérimentation (2011 - 2014)
Dans chaque territoire pilote, des équipes-projets sont mises en place, avec pour objectif d'identifier des toitures, de les mettre en commun et de financer collectivement des installations photovoltaïques dessus puis d'en partager les bénéfices. L'approche paysagère et architecturale est très présente, l'objectif étant de déployer des installations parfaitement intégrées dans leur environnement, et respectueuses des identités patrimoniales locales.
En parallèle des études techniques et paysagères, des études juridiques et économiques sont menées pour définir un modèle de société locale adapté : des sociétés à gouvernance coopérative, sous forme de SAS (société par actions simplifiée) ou SCIC (société coopérative d'intérêt collectif), où les citoyens sont majoritaires. Le périmètre d’action de chaque société est précisément défini dans les statuts, commune par commune, afin de garantir l'assise territoriale. Des outils types (statuts, baux, modèles économiques) sont mis à disposition des groupes locaux pour faciliter leur structuration.
L’expérimentation est coordonnée par un comité de pilotage régional piloté par l'agence régionale de l'énergie de l'environnement (AURA-EE) associant l'ensemble des groupes locaux, leurs accompagnateurs et des structures régionales partenaires. Les premières sociétés locales sont créées en 2013 et le premier projet photovoltaïque est mis en service à l'été 2014 par la SAS Centrales Villageoises de la région de Condrieu (groupement de 8 installations solaires).

### Modélisation et essaimage (2015 - 2018)
À partir de l’expérience des premiers territoires pilotes, un travail de capitalisation est engagé pour faciliter la reproduction du modèle. Une série d'outils techniques, économiques et juridiques est progressivement mise en place et partagée au sein d'un site web commun: www.centralesvillageoises.fr. Des partenariats sont également noués avec un certain nombre de structures pour mutualiser les ressources (expert-comptable, solution de monitoring photovoltaïque, raccordement au réseau avec Enedis etc.).
Le modèle commence alors à s’essaimer au-delà des territoires pilotes, y compris dans des zones qui ne sont plus rattachées à des parcs naturels régionaux. De nouveaux territoires s’en saisissent, d'abord en Auvergne-Rhône Alpes, puis dans d’autres régions telles que la Provence-Alpes-Côte d’Azur, la Bretagne le Grand Est ou encore les Hauts de France.
Depuis, le réseau n’a cessé de s’étendre. En 2025, le modèle des Centrales Villageoises est implanté dans près de 80 territoires, répartis dans une dizaine de régions françaises.

### Création de l'association nationale (depuis 2018)
Initialement animé par AURA-EE, le réseau s’est structuré en 2018 autour d’une association nationale pour faire notamment face à l'essaimage du modèle dans plusieurs régions. L’association rassemble les Centrales Villageoises, les membres fondateurs du modèle (Parcs Naturels Régionaux et AURA-EE), des collectivités ainsi que des structures partenaires.
Elle a pour principales missions de :
- poursuivre les actions de mutualisation entre sociétés locales,
- renforcer la professionnalisation de celles-ci,
- mieux faire connaître le modèle des Centrales Villageoises et
- accompagner son évolution et sa diversification[17].

L’association est financée par les cotisations de ses membres, ainsi que par des subventions publiques et le soutien de fondations privées.
Sa gouvernance repose sur un Conseil d’administration composé majoritairement de représentants des Centrales Villageoises, traduisant son fonctionnement ascendant, issu du terrain. En 2025, l’association dispose d’une équipe salariée de quatre personnes en charge de l’animation et du développement du réseau.

## Modèle

### Charte
La Charte des Centrales Villageoises définit les valeurs fondamentales du modèle et constitue le socle commun à l’ensemble des sociétés locales membres du réseau. Elle s'appuie sur 4 principes fondamentaux :
- Une approche territoriale

Chaque société Centrales Villageoises agit à l’échelle d’un territoire défini, cohérent en termes de bassin de vie, d’enjeux énergétiques et de projet de territoire. Cette logique territoriale implique une intervention en lien étroit avec les collectivités locales et les acteurs du territoire. Le périmètre d’action est formalisé dans les statuts de la société, commune par commune.
- Une gouvernance citoyenne partagée

La gouvernance des sociétés repose sur un mode de décision coopératif et démocratique, assurant une prépondérance des citoyens dans l’actionnariat et les instances de gouvernance. Elle vise à garantir une implication réelle des habitants dans les choix et le pilotage des projets.
- Des retombées économiques locales

Les projets sont conçus pour bénéficier prioritairement à l’économie locale. Cela se traduit par le recours à des entreprises locales pour les travaux, le versement de loyers aux propriétaires de toitures, ou encore la redistribution des dividendes aux actionnaires citoyens du territoire. L’objectif est de renforcer le tissu économique local tout en favorisant l’appropriation des projets par les habitants.
- Une démarche de qualité

Les sociétés membres s’engagent à respecter une série de critères de qualité portant sur la conception, la mise en œuvre et l’exploitation des projets. Cela inclut : l’adoption de statuts types validés par le comité d’engagement du réseau, l’accompagnement des projets par des assistants à maîtrise d’ouvrage, la mise en place d’un monitoring rigoureux de la production énergétique, la maintenance régulière des installations et leur couverture par une assurance multirisque.

### L'outillage du réseau
Le fonctionnement du modèle repose sur un panel d'outils clé-en-mains remis aux collectifs pour les accompagner dans la structuration de leurs projets: statuts types, supports d’animation, guides de démarches, plan d'affaires, site web, etc. Cet outillage est alimenté en permanence par les retours d'expérience ou le développement d'outils pour couvrir de nouveaux champs d'intervention.

## Le fonctionnement des sociétés locales Centrales Villageoises
Dans un projet de Centrales Villageoises, les citoyens, les collectivités et les entreprises locales investissent dans une société de projet, la société Centrales Villageoises. Cette société prend la forme d’une société par actions simplifiées (SAS) ou de société coopérative d’intérêt collectif (SCIC/SAS) à capital variable. Elle adopte une gouvernance coopérative (où chaque personne dispose d’une voix) ou semi-coopérative (régime intermédiaire). L’objectif est de produire localement de l’énergie renouvelable et de réinvestir les bénéfices dans de nouveaux projets profitant à la communauté, tout en assurant une rémunération modérée des sociétaires.

### Les projets photovoltaïques
Les premiers projets portent essentiellement sur du photovoltaïque sur toiture. Ces installations relativement rapides à monter, visibles, et proches des citoyens permettent d’amorcer l’activité économique de la société avant d’aller sur d’autres filières des énergies renouvelables.
Concrètement, pour réaliser ces projets, la société locale investit dans les équipements nécessaires, comme les panneaux photovoltaïques et les onduleurs, qui sont installés sur des bâtiments publics ou privés pour des périodes d’au moins 20 ans. La Centrales Villageoises va donc venir louer les toitures via un bail civil ou un contrat d’occupation temporaire selon que le bâtiment soit public ou privé. Pour réaliser les installations, la société locale s’entoure ensuite d’un certain nombre d’entreprises : d’abord en amont, des bureaux d’études pour effectuer les études techniques nécessaires, puis, en phase de réalisation, des installateurs pour poser les équipements, les raccorder au réseau électrique, et en assurer la maintenance.
L’électricité produite par les installations est injectée dans le réseau public de distribution, principalement géré par ENEDIS, qui couvre 95 % du territoire français. Cette électricité est ensuite vendue en obligation d’achat, c’est-à-dire qu’EDF Obligation d’Achat achète l’électricité produite à un tarif fixe pendant 20 ans.
Depuis le début des années 2020, d’autres modèles économiques émergent autour de l’autoconsommation individuelle ou collective: la production électrique est consommée par un ou plusieurs consommateurs situés à proximité du site de production. La société Centrales Villageoises se rémunère dans ce cas via la vente d’énergie à ces consommateurs ou le versement d’un loyer par ces derniers en contrepartie de la mise à disposition de l’équipement de production.

### La diversification des projets
Une fois les premiers projets photovoltaïques réalisés, certaines sociétés locales choisissent de diversifier leurs activités. Elles explorent d’autres filières d’énergies renouvelables, comme le photovoltaïque au sol sur des terrains dégradés ou inexploitables, les ombrières solaires, la micro-hydroélectricité ou le bois-énergie. D’autres investissent également des champs connexes de la transition énergétique, tels que la mobilité électrique partagée ou les actions de lutte contre la précarité énergétique.
En parallèle de leurs activités de production, la plupart des Centrales Villageoises s’engagent dans des actions de sensibilisation à la maîtrise de l’énergie, à destination des habitants et des acteurs locaux, dans une logique de responsabilisation et de sobriété énergétique.

## Reconnaissance institutionnelle et influence du modèle

### La contribution du modèle des Centrales Villageoises à l'évolution du cadre législatif français
Lors de la phase d'expérimentation des Centrales Villageoises, le cadre juridique et réglementaire ne permettait pas aisément de lever de l'épargne auprès des particuliers pour capitaliser des sociétés locales, notamment dans le format SAS. Ce frein majeur a limité la taille des premiers projets portés. Avec la démultiplication des projets de Centrales Villageoises et d'autres projets citoyens qui s'en sont inspirés, la loi a évolué. En 2015, la loi relative à la transition énergétique et à la croissance verte introduit pour la première fois une section "investissement participatif" dans le code de l'énergie. Les décrets qui suivent aménagent les conditions de levée d'épargne pour le cas spécifique des projets de production d'énergie renouvelable. Les conditions de participation des collectivités sont également facilitées.

### La reconnaissance européenne du modèle
En 2024, les Centrales Villageoises ont obtenu le prix européen EUSEW dans la catégorie "Action Locale pour l'Energie". Cette distinction salue la capacité du réseau à structurer des communautés locales engagées dans des projets de production d’énergies renouvelables et de maitrise de l'énergie à l’échelle territoriale.
Depuis 2023, l’association Centrales Villageoises participe à plusieurs programmes européens financés par l’Union européenne, dans le cadre desquels elle partage l’expérience acquise dans la mise en place du modèle des Centrales Villageoises et de l’offre d’accompagnement associée.
L'association est également un membre actif de REScoop.eu, la fédération européenne des coopératives énergétiques citoyennes, renforçant ainsi sa visibilité et son engagement à travers l'Europe.